# Olha Bryzhina
Olha Arkadijiwna Bryzhina (ukr. Ольга Аркадіївна Бризгіна, ros. Ольга Аркадьевна Брызгина; ur. 30 czerwca 1963 w Krasnokamsku) – lekkoatletka (sprinterka), reprezentująca ZSRR, WNP i Ukrainę. Do momentu wyjścia za mąż występowała pod nazwiskiem Władykina (Владикіна).
Trzykrotna mistrzyni olimpijska (Seul 1988 – 400 m i 4 × 400 m; Barcelona 1992 – 4 × 400 m). Wicemistrzyni olimpijska na 400 m (Barcelona 1992). Dwukrotna złota (Rzym 1987 – 400 m; Tokio 1991 – 4 × 400 m) i srebrna (Rzym 1987 – 4 × 400 m) medalistka mistrzostw świata. Rekordzistka świata w sztafecie 4 × 400 m (3:15,17 w 1988).
Została odznaczona m.in. Orderem Przyjaźni Narodów.
Żona Wiktora, matka Jelizawety.

## Osiągnięcia sportowe

### Igrzyska olimpijskie
| Miejsce | Dzień          | Rok  | Miejscowość | Konkurencja        | Czas biegu  | Strata   | Zwycięzca        |
| ------- | -------------- | ---- | ----------- | ------------------ | ----------- | -------- | ---------------- |
| 1.      | 26 września    | 1988 | Seul        | bieg na 400 m      | 48,65 s     | -        | -                |
| 1.      | 1 października | 1988 | Seul        | sztafeta 4 × 400 m | 3:15,17 min | -        | -                |
| 2.      | 5 sierpnia     | 1992 | Barcelona   | bieg na 400 m      | 49,05 s     | + 0,22 s | Marie-José Pérec |
| 1.      | 8 sierpnia     | 1992 | Barcelona   | sztafeta 4 × 400 m | 3:20,20 min | -        | -                |

### Mistrzostwa świata
| Miejsce | Dzień       | Rok  | Miejscowość | Konkurencja        | Czas biegu  | Strata   | Zwycięzca        |
| ------- | ----------- | ---- | ----------- | ------------------ | ----------- | -------- | ---------------- |
| 1.      | 31 sierpnia | 1987 | Rzym        | bieg na 400 m      | 49,38 s     | -        | -                |
| 2.      | 6 września  | 1987 | Rzym        | sztafeta 4 × 400 m | 3:19,50 min | + 0,87 s | NRD              |
| 4.      | 27 sierpnia | 1991 | Tokio       | bieg na 400 m      | 49,82 s     | + 0,69 s | Marie-José Pérec |
| 1.      | 1 września  | 1991 | Tokio       | sztafeta 4 × 400 m | 3:18,43 min | -        | -                |

### Mistrzostwa Europy
| Miejsce | Dzień       | Rok  | Miejscowość | Konkurencja        | Czas biegu | Strata   | Zwycięzca   |
| ------- | ----------- | ---- | ----------- | ------------------ | ---------- | -------- | ----------- |
| 2.      | 28 sierpnia | 1986 | Stuttgart   | bieg na 400 m      | 49,67 s    | + 1,45 s | Marita Koch |
| DQ.     | 31 sierpnia | 1986 | Stuttgart   | sztafeta 4 × 400 m | -          | -        | NRD         |